# Heracleum hemsleyanum
Heracleum hemsleyanum är en flockblommig växtart som beskrevs av Friedrich Ludwig Diels. Heracleum hemsleyanum ingår i släktet lokor, och familjen flockblommiga växter. Inga underarter finns listade i Catalogue of Life.